# Aeródromo Teniente Julio Gallardo
El Aeródromo Teniente Julio Gallardo (IATA: PNT, OACI: SCNT) es el principal aeródromo AFIS de la Provincia de Última Esperanza, Región de Magallanes y de la Antártica Chilena. Se ubica a 7 km de la ciudad de Puerto Natales.
Este aeródromo es de carácter público.

## Mejoramiento de la pista de aterrizaje
Dada la renovación en la flota de la aerolínea Sky Airline, el 31 de marzo de 2013 se realiza el último vuelo comercial regular con material Boeing 737-200 (de los que estivalmente, se venían haciendo desde enero de 2008), ya que meses más tarde, estos pasarían a ser reemplazados por aeronaves de la familia Airbus A320, aeronaves que por su envergadura y peso, se ven imposibilitadas de aterrizar en una pista con tal resistencia y tales dimensiones. Este hecho dejaba nuevamente a Puerto Natales sin conexión aérea con el resto del país. Así, el Aeropuerto Presidente Carlos Ibáñez del Campo, distante a 227 km de la ciudad, se convierte en la alternativa más cercana para arribar por vía aérea a la ciudad.
Por tal motivo, el 18 de octubre de 2013, el presidente de la República, Sebastián Piñera, durante una visita presidencial realizada a la zona, realizó el anuncio oficial de la remodelación del aeródromo, el cual incluiría la ampliación de la pista de 1800 a 2200 metros y el ensanche de la misma de 30 a 45 metros.
El 29 de abril de 2014, se publicó el llamado a licitación del proyecto de ampliación del aeródromo, que comprendía la ampliación de la pista a 2000 x 45 metros y el ensanchamiento de la calle de rodaje a 23 metros, así como el recapado asfáltico en la pista existente y el concreto asfáltico para las zonas nuevas, además de considerar suministro e instalación de ayudas visuales. La obra de ampliación fue inaugurada el 3 de diciembre de 2016.

## Aerolíneas y destinos

#### Destinos nacionales
- LATAM Airlines: (Puerto Montt, Santiago de Chile)
- JetSmart: (Santiago de Chile) (Estacional)
- Sky Airline: (Puerto Montt, Santiago de Chile)
- Aerovías DAP: (Punta Arenas) (Estacional)

#### Destino internacional
- Aerovías DAP: (El Calafate) (Estacional)

#### Aerolíneas y/o destinos cesados
JetSmart
- Puerto Montt, Chile

 LATAM Airlines
- Castro, Chile
- Porvenir, Chile
- Punta Arenas, Chile

 Sky Airline
- Valdivia, Chile